# 938 Chlosinde
938 Chlosinde, asteroid glavnog pojasa. Otkrio ga je Karl Wilhelm Reinmuth, 9. rujna 1920.

## Vanjske poveznice
- Minor Planet Center